# Pillapi San Agustín
Pillapi San Agustín ist eine Ortschaft im Departamento La Paz im Hochland des südamerikanischen Andenstaates Bolivien.

## Lage
Pillapi San Agustín ist eine Ortschaft im Municipio Tiahuanacu in der Provinz Ingavi. Sie gehörte verwaltungstechnisch bei der Volkszählung 2001 noch zum Kanton Pillapi San Agustín, ist bei der Volkszählung 2012 jedoch dem Kanton Tiawanacu zugerechnet. Die Ortschaft liegt auf einer Höhe von 3858 m sechs Kilometer östlich des Golf von Taraco, einer Bucht im südlichen Teil des Titicacasees, und erstreckt sich über Höhen zwischen 3830 und 4000 m. Pillapi San Agustín besteht aus den Teilbereichen Chuncarani, Kala Cruz, Pampahasi Alto, Pichaqueri, Waqueria und Pillapi.

## Geographie
Pillapi San Agustín liegt auf dem bolivianischen Altiplano zwischen den Anden-Gebirgsketten der Cordillera Occidental im Westen und der Cordillera Central im Osten.
Die mittlere Durchschnittstemperatur im Bereich des Titicacasees liegt bei 10 °C, der Jahresniederschlag beträgt etwa 600 mm (siehe Klimadiagramm Juliaca). Die Region weist ein ausgeprägtes Tageszeitenklima auf, die Monatsdurchschnittstemperaturen schwanken nur unwesentlich zwischen 7 °C im Juli und 12 °C im Dezember. die Monatsniederschläge liegen zwischen unter 10 mm in den Monaten Mai bis August und knapp über 100 mm von Januar bis Februar.

## Verkehrsnetz
Pillapi San Agustín liegt in einer Entfernung von etwa 90 Straßenkilometern westlich von La Paz, der Hauptstadt des gleichnamigen Departamentos.
Von La Paz aus führt die asphaltierte Nationalstraße Ruta 2 über dreizehn Kilometer bis El Alto, von dort die Ruta 1 weitere 80 Kilometer in westlicher Richtung bis Guaqui. 18 Kilometer vor Guaqui zweigt eine Seitenstraße nach Norden ab und führt in das zwei Kilometer von der Hauptstraße entfernte Tiawanacu. Von dort führt eine Landstraße in nordwestlicher Richtung über Pillapi auf die Taraco-Halbinsel. Pillapi San Agustín erstreckt sich halbkreisförmig um die Ortschaft Pillapi herum.

## Bevölkerung
Die Einwohnerzahl der Ortschaft ist im vergangenen Jahrzehnt leicht zurückgegangen:
| Jahr | Einwohner         | Quelle       |
| ---- | ----------------- | ------------ |
| 1992 | keine Detaildaten | Volkszählung |
| 2001 | 714               | Volkszählung |
| 2012 | 662               | Volkszählung |
| 2024 |                   | Volkszählung |

Die Region weist einen hohen Anteil an Aymara-Bevölkerung auf, im Municipio Tiahuanacu sprechen 95,7 Prozent der Bevölkerung Aymara.